# Krasna zemljo
Krasna zemljo (svenska: Vackra land!) är en regional hymn (nationalsång) för landskapet Istrien, i Kroatien. Texten skrevs av Ivan Cukon och musiken komponerades av Matko Brajša Rašan 1912. Sången var länge uppfattade som regionen Istriens egen inofficiella hymn men den folkvalda församlingen i Istriens län proklamerade sången som Istriens officiella nationalhymn den 23 september 2002. Hymnen framförs enbart på kroatiska.

## Text
Krasna zemljo, Istro mila

dome roda hrvatskog

Kud se ori pjesan vila,

s Učke tja do mora tvog.

Glas se čuje oko Raše,

čuje Mirna, Draga, Lim

Sve se diže što je naše

za rod gori srcem svim.

Slava tebi Pazin - grade

koj' nam čuvaš rodni kraj

Divne li ste, oj Livade

nek' vas mine tuđi sjaj!

Sva se Istra širom budi

Pula, Buzet, Lošinj, Cres

Svud pomažu dobri ljudi

nauk žari kano krijes.